# Kilena (mjesec)
Kilena (također Jupiter XLVIII) je prirodni satelit planeta Jupiter. Retrogradni nepravilni satelit iz grupe Pasiphae s oko 2 kilometra u promjeru i orbitalnim periodom od 731.099 dana.